# Эмбу-Гуасу
Эмбу-Гуасу (порт. Embu-Guaçu) — муниципалитет в Бразилии, входит в штат Сан-Паулу. Составная часть мезорегиона Агломерация Сан-Паулу. Находится в составе крупной городской агломерации Агломерация Сан-Паулу. Входит в экономико-статистический микрорегион Итапесерика-да-Серра. Население составляет 72 170 человек на 2006 год. Занимает площадь 155,036 км². Плотность населения — 465,5 чел./км².

## Статистика
- Валовой внутренний продукт на 2003 составляет 313 431 233,00 реала (данные: Бразильский институт географии и статистики).
- Валовой внутренний продукт на душу населения на 2003 составляет 4809,07 реала (данные: Бразильский институт географии и статистики).
- Индекс развития человеческого потенциала на 2000 составляет 0,811 ▲ (данные: Программа развития ООН).

## География
Климат местности: субтропический. В соответствии с классификацией Кёппена, климат относится к категории Cfa.

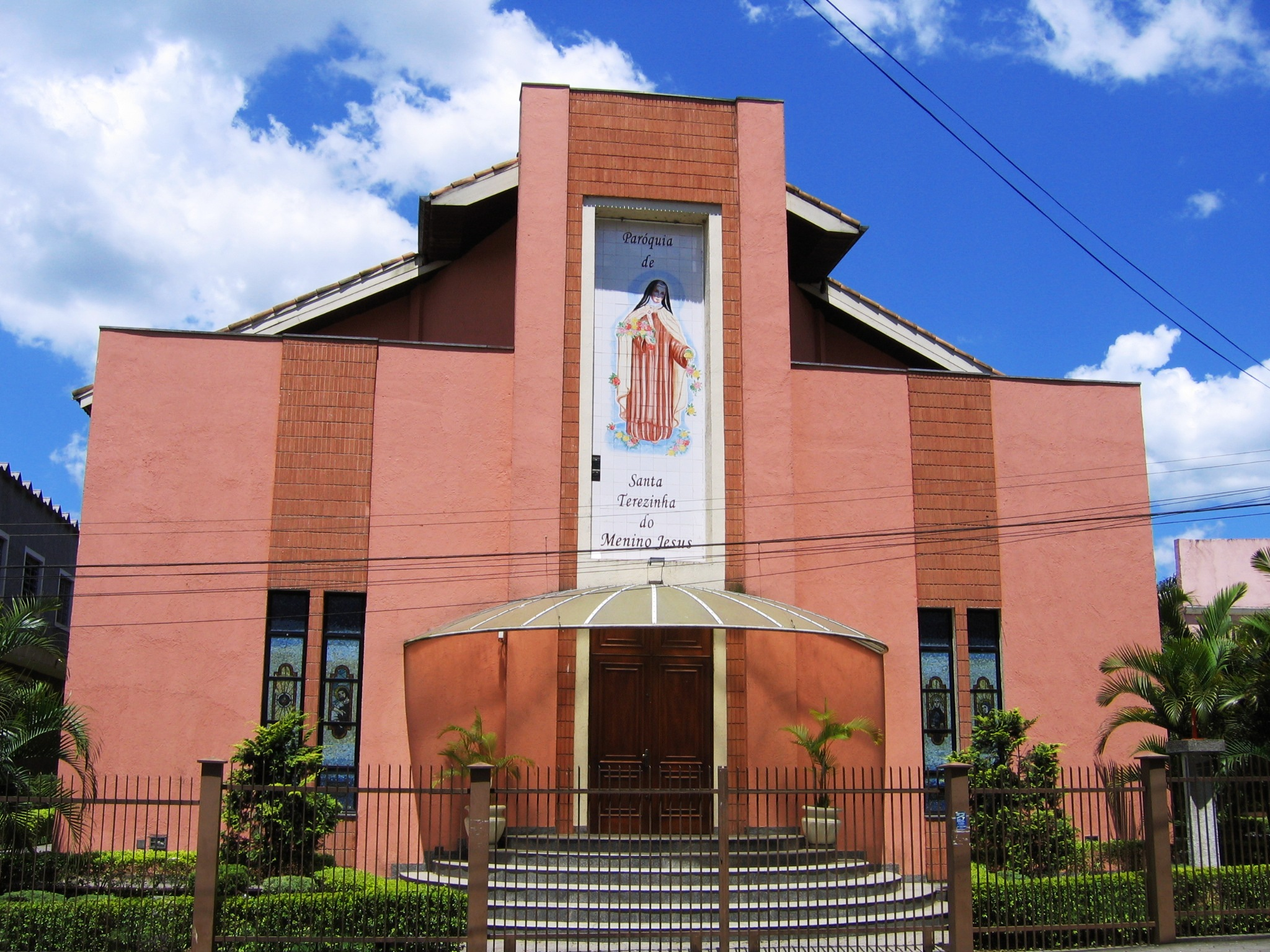
Собор

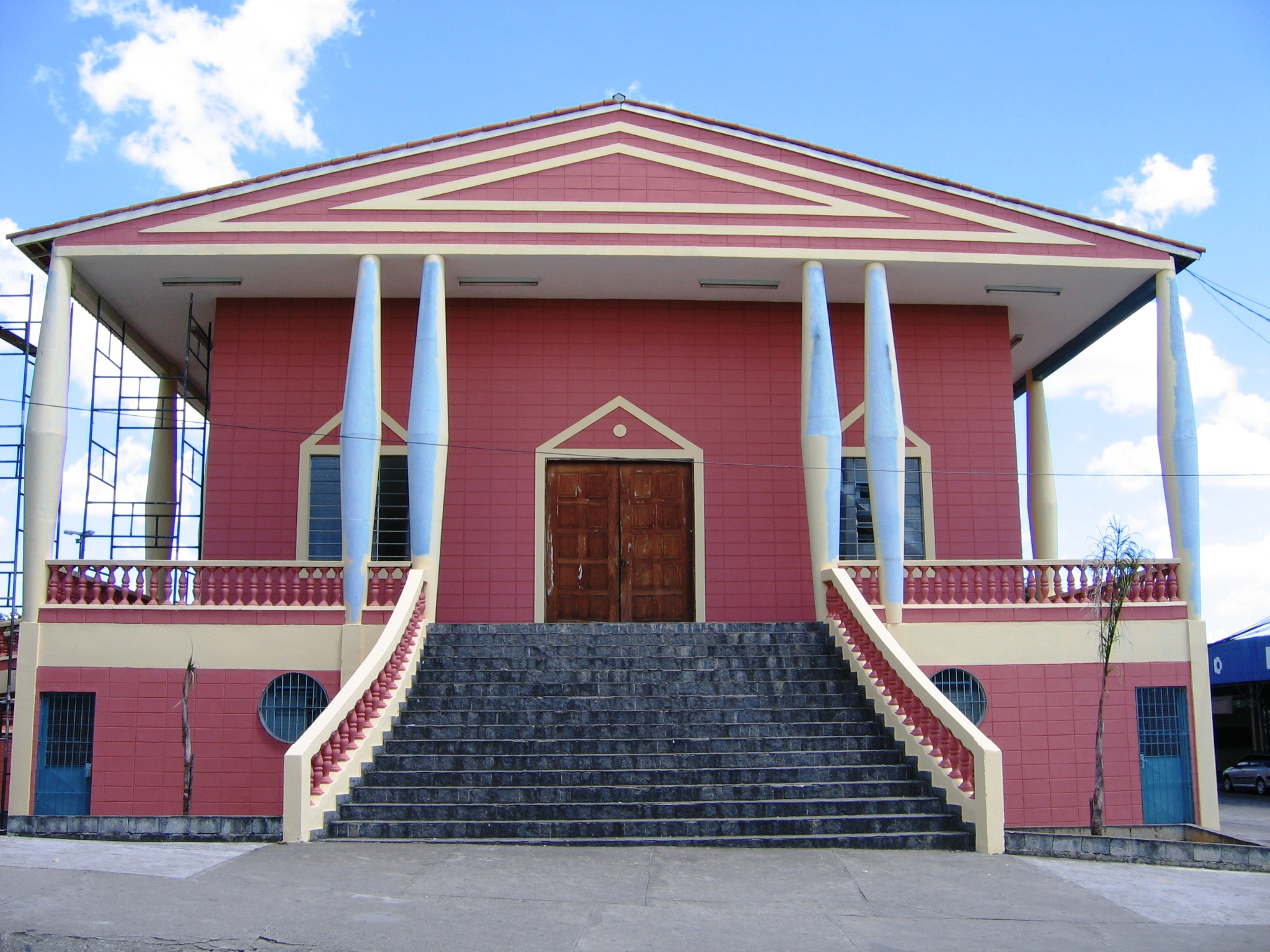